# Бенесты
Бенесты (чечен. БӀениста) — покинутый аул в Галанчожском районе Чеченской Республики. Входит в Мелхйистинское сельское поселение.

## География
До 1927 года аул Бенесты входил в состав Грузии, был центром района Аллаго включавший в себя области Малхиста и Майста. В 1927 году район Аллаго был включен в состав Чеченской АО.
Аул расположен на стыке Чечни, Грузии и Ингушетии, на правом берегу реки Мешехи, к юго-западу от районного центра Галанчож.
Ближайшие населённые пункты: на северо-западе — аулы Терти и Меши, на юго-востоке — аулы Цинчемехи и Нахорусты, на юго-западе — аулы Икильчи и Сахани.

## Этимология
Название можно перевести как «На краю гнезда» или «Рядом с войском».

## История
Сохранились руины средневекового башенного поселка XIV—XVII веков, основания башен и останки более десятка жилых сооружений.
Аул Бенесты ликвидирован в 1944 году после выселения чеченцев. После восстановления Чечено-Ингушской АССР в 1956 году чеченцам было запрещено селиться в данном районе.